# Olof Hagander
Nils Olof Krister Hagander, född 24 november 1896 i Välinge församling, Malmöhus län, död 28 november 1966, i Ystad, Malmöhus län, var en svensk väg- och vattenbyggnadsingenjör. 
Hagander avlade studentexamen i Helsingborg 1916 och utexaminerades från Kungliga Tekniska högskolan 1925. Han var konstruktör för broavdelningen vid Bergsunds Mekaniska Verkstad i Stockholm 1926–1927, konstruktör och arbetsledare vid L.E. Hellstedt AB i Stockholm 1927–1934, kontrollant vid hamnbyggnadsarbeten i Ystad 1934–1937, i Trelleborg 1938–1939, tillförordnad chef för konstruktionsavdelningen vid Väg- och vattenbyggnadsstyrelsens hamnbyrå 1940, chef för konstruktions- och kontrollavdelningen vid Falsterbokanalens byggande 1940–1941, förste ingenjör vid byggnadsdepartementet på Örlogsvarvet i Karlskrona 1941–1943 och hamningenjör i Ystads stad 1944–1962.
Olof Hagander var son till Nils Hagander och Augusta Aspelin. Han var sedan 1940 gift med stadsbibliotekarien Inga Hagander, född Lindahl. Makarna är begravda på Östra kyrkogården i Malmö.